# Корнијео & Сент-Бев
Корнијео & Сент-Бев (фр. Cornilleau & Sainte-Beuve) је била француска компанија за производњу аутомобила.

## Историја компаније
Компанија из Париза почела је 1904. године са производњом аутомобила, под именом бренда Корнијео & Сент-Бев, а завршила произвоњу 1909. године. Није имала никакву везу са компанијом Корнијео.

## Аутомобили
Први модели су били 8 CV и 16 CV, а 1906. године је допуњена понуда моделима ergänzten 14 CV, 18 CV и 20/30 CV. Модели су опремљени четвороцилиндричним мотором и карданским преносом. Модел 20/30 CV је монтиран у енглеској, а модел 25 HP на истом тржишту продаван као производ фирме Straker-Squire verkauft.